# Comunidades de Población en Resistencia
Las Comunidades de población en resistencia o CPRs fueron las comunidades desarraigadas por la Guerra civil de Guatemala (1960-1996) que se aislaron en las selvas del Ixcán y en la Sierra en el departamento de Quiché desde principios de 1980 y reaparecieron a la luz pública en 1991.

## Historia
Ningún sector fue más afectado por la violencia durante los años de la Guerra civil de Guatemala que la población campesina de ese país centroamericano.  La guerra dejó en el campo un saldo de muertes y destrucción sin precedentes, generando entre otras reacciones la fuga masiva de miles de campesinos guatemaltecos. En el período 1981-82, en el que más de cuatrocientos pueblos y aldeas fueron arrasadas y miles de guatemaltecos asesinados, la reacción de los sobrevivientes atrapados entre dos fuegos fue huir, o ponerse bajo el control del Ejército forzados a participar en las Patrullas de Autodefensa Civil (PAC) o reubicados en las «aldeas modelo», en donde fueron concentrados.  Unas cincuenta mil personas totalmente desposeídas se escapó a zonas selváticas del departamento del Quiché pasando esos años escondidos del mundo exterior y fuera de control gubernamental.
Una década después aproximadamente la mitad se mantenían aún allí, aunque las ofensivas del Ejército entre Amachel y Sumal entre 1987 y 1989 hicieron salir de allí a unas cinco mil personas.  Posteriormente otras se establecieron por su cuenta fuera de las CPR, al norte de Uspantán.  A mediados de 1992, quedaban unos diecisiete mil habitantes de las CPR de la Sierra y unos seis mil en el Ixcán, o sea un total aproximado de veintitrés mil personas.
Étnicamente las CPR del Ixcán eran en su gran mayoría k'iches mientras que en las comunidades de la Sierra eran mayoritariamente ixiles, siendo el resto chajuleños, cotzaleños y k'iches, así como ladinos. Las comunidades visitadas resaltaron la convivencia en pie de igualdad de sus miembros de todo origen.   
En enero de 1994, las CPR de Ixcán hicieron público su propósito de asentarse pacíficamente a partir del 2 de febrero en sus ubicaciones anteriores entre los ríos Ixcán y Xalbal en tierras de la Cooperativa del Ixcán Grande, cuyos socios son en su mayoría miembros de las CPR, e invitaron a la CIDH a comprobar su situación en lo que se refiere a derechos humanos.  El 9 y 10 de marzo de 1994, las CPR fueron Quiché fueron visitadas por miembros de la Comisión Iberoamericana de Derechos Humanos (IDEH); las comunidades visitadas fueron Santiaguito, San Luis, San Francisco, Los Altos y La Esperanza, (Ixcán) y las CPR en Cabá y Santa Clara (Sierra).  La Comisión visitó también poblaciones cercanas en Centro Veracruz, (Ixcán) y Asunción del Copón (Sierra), así como "trabajaderos" de algunas de las CPR y se entrevistó con patrullas militares operando en esos territorios. En dichos viajes la Delegación pudo observar también otras poblaciones del área, así como los cuarteles abandonados por el Ejército en Tercer y Cuarto Pueblo.

## Comunidades perdidas
Las comunidades perdidas eran asentamientos espontáneos incomunicados, que estaban fuera del sistema de las CPR pero cercanas a ellas en áreas prácticamente incomunicadas del Quiché y de Alta Verapaz, y que se encontraban en pésimas condiciones de supervivencia.  Dichas poblaciones decidieron conscientemente reubicarse en áreas remotas no consideradas de insurgencia y desarrollar su vida fuera del alcance de los grupos armados, de las patrullas y del Ejército, desarrollando una economía de subsistencia, y evitar llamar la atención pública.  Algunas de las familias que la integran formaron parte en el pasado de las CPR y han decidido reubicarse fuera de la zona de conflicto.  Estas comunidades aisladas estaban ubicadas en el área de Uspantán, en el Quiché, donde existían entre sesenta y noventa comunidades de este tipo con una población que variaba entre treinta a cincuenta familias cada una; y en Alta Verapaz en el área de Ochabal, Chisec y Sejalaute.

## Potencial petrolero en la región donde estuvieron las CPR

### Descubrimiento de petróleo

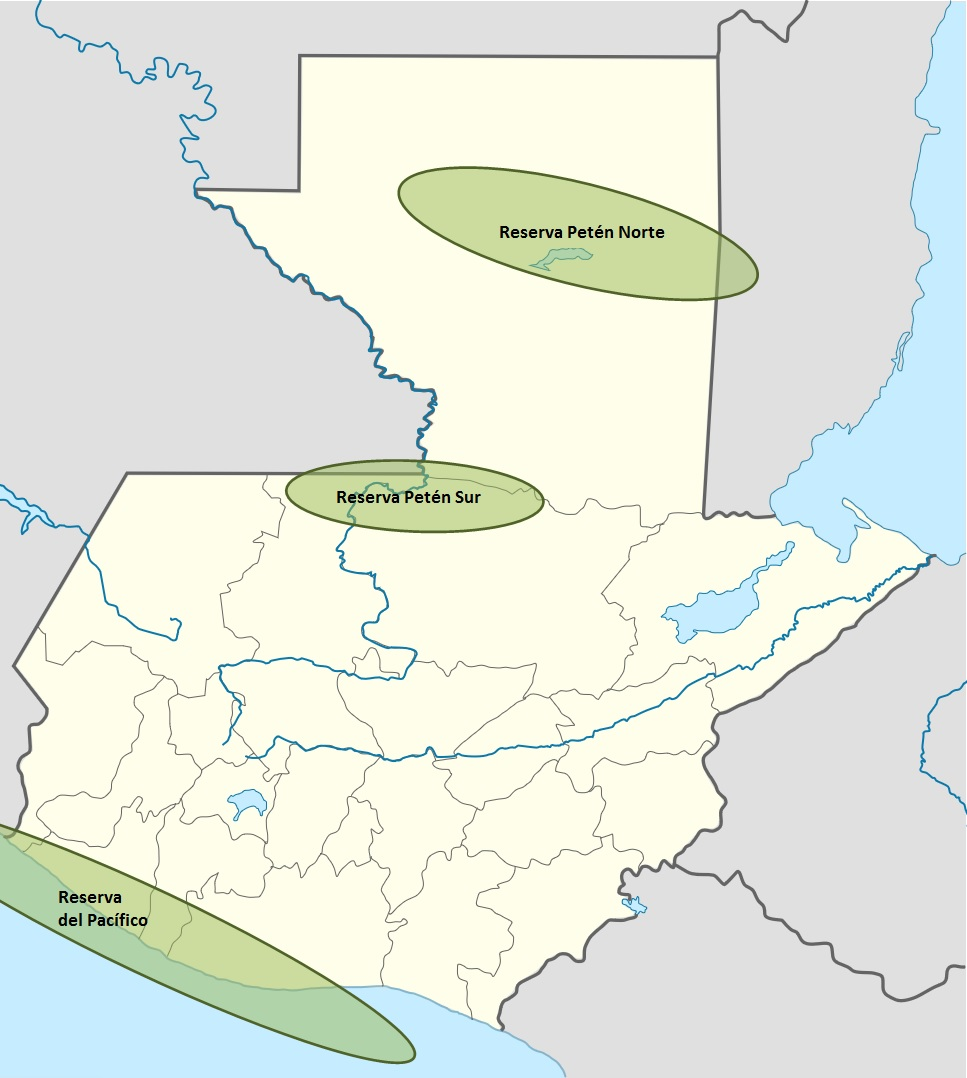
Reservas petroleras de Guatemala.

En 1971 se desalojó a los indígenas q'eqchí's del área de Cancuén, en el sur de Petén y al norte de Chisec, porque se consideraba que poseía petróleo; se utilizó al ejército para desalojar a 24 aldeas del área.
Desde 1974, se venía explotando crudo comercialmente en las cercanías de la Franja Transversal del Norte (FTN) a raíz de los descubrimientos realizados por las petroleras Basic Resources y Shenandoah Oil, que operaban conjuntamente en el campo petrolero de Rubelsanto, Alta Verapaz. En 1976, cuando el presidente Laugerud García llegó a visitar la cooperativa Mayalán en el sector de Ixcán, Quiché -el cual se había poblado apenas diez años antes- dijo:  «Mayalán está asentada en la cima del oro», dejando entrever que la Franja Transversal del Norte ya no sería dedicada a la agricultura ni al movimiento cooperativista, sino que sería utilizada por objetivos estratégicos  de explotación de recursos naturales.. Tras esa visita presidencial, ambas compañías petroleras realizaron exploraciones en tierras de Xalbal, muy cerca de Mayalán en el Ixcán, donde perforaron el pozo «San Lucas» con resultados infructuosos. Esas exploraciones, que abrieron el camino para futuros experimentos petroleros en Ixcán, y el resto de la FTN, también fueron el principal motivo para la construcción de la carretera de terracería que recorre la Franja. Shenandoah Oil, el Instituto Nacional de Transformación Agraria (INTA) y el Batallón de Ingenieros del Ejército se coordinaron para construir ese corredor entre 1975 y 1979, lo que a la postre permitió que políticos, militares y empresarios poderosos de la época se adueñaran de muchas de las tierras donde la riqueza maderera y el potencial petrolero yacían..
Altos oficiales guatemaltecos se convirtieron entonces en grandes terratenientes e inversionistas aprovechando las políticas de traslado de campesinos, acceso a información privilegiada, ampliación del crédito público y grandes proyectos de desarrollo; el ejército entró en el mundo de los negocios con el Banco del Ejército, fondos de pensión y otros.

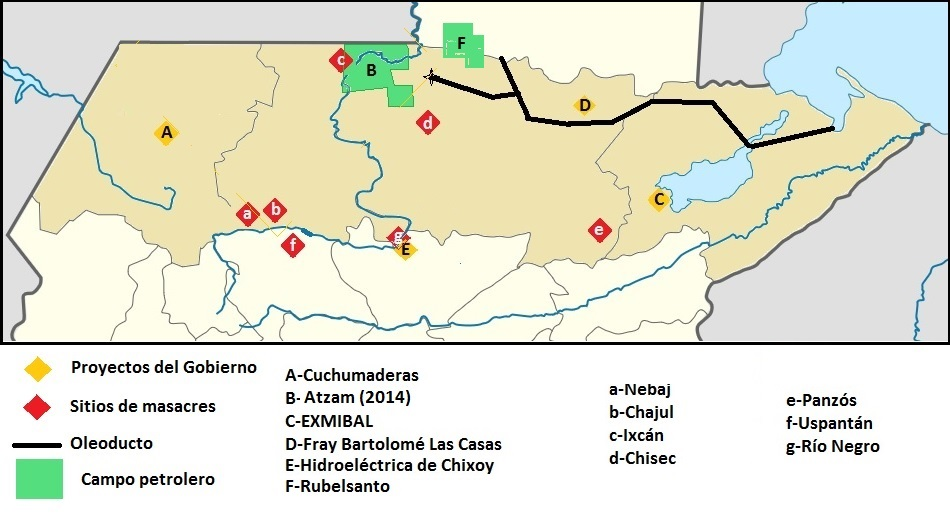
Mapa que muestra la ubicación de los más importantes proyectos que el gobierno guatemalteco estaba ejecutando en la Franja Transversal del Norte, y los lugares en donde ocurrieron masacres en la misma región.

### sigloXXI
Tras la guerra civil, la FTN quedó en el abandono, pero la exploración petrolera continuó. Para 2013, la empresa Citation Resources, quien posee el 60% de la compañía Latin American Resources Ltd. que opera en Guatemala, reportó lo siguiente acerca de sus campos petroleros de Atzam Oil, localizado en las selvas de Ixcán:
- Produciendo actualmente; se han definido oportunidades para perforar y hay una gran posibilidad de aumentar la exploración.
- Infraestructura operaciones y equipo ya instalados.
- Más de setenta y siete mil acres para explorar en el block 1-2005 dentro de la zona de Petén Sur en Guatemala.
- La producción en Atzam 4 se inició en junio de 2013, y Atzam 5 en octubre de 2013.
- Ya existen negociaciones para vender el 100% del producto.
- Equipo de superficie fue actualizado en el último trimestre de 2013.
- La producción en 2013 era de aproximadamente ochocientos barriles diarios.[14]

El manejo del área es así:
- De acuerdo a la Constitución de Guatemala, el Estado de ese país centroamericano es el propietario de todos los recursos naturales que hay en el subsuelo, mientras que los dueños de las propiedades en la superficie controlan la superficie y los derechos de acceso al terreno.[15]
- Guatemala tiene un ambiente favorable para inversión petrolera:
  - Ganancia básica de 20%, la cual aumenta con la calidad del petróleo extraído
  - 31% de impuestos corporativos
  - Las empresas pueden recuperar el 100% del los gastos de capital.[15]

El petróleo extraído del área es de alta calidad, con 32°-38°API, localizado a poca profundidad -de 800 a 1300 metros- y los pozos están localizados a menos de veinte kilómetros de Rubelsanto, el campo petrolero original en el área.